# Kulturno-povijesna cjelina Kraljev Vrh
Kulturno-povijesna cjelina Kraljev Vrh je kulturno-povijesna cjelina u mjestu Kraljev Vrh, Grad Jakovlje.

## Opis
Kulturno-povijesna cjelina Kraljev Vrh zauzima središnji i sjeverni dio naselja, odnosno neposredno okruženje župne crkve sv. Tri Kralja, padinu južno od crkve na kojoj su smještene zgrada stare škole i kurija župnoga dvora te jugoistočne neizgrađene parcele vinograda, oranica i livada.
Prostrana crkva sv. Tri Kralja sagrađena je 1879. godine u neoromaničkom stilu u tlocrtnom obliku latinskoga križa. Unutrašnjost crkve oslikao je August Posilović u specifičnom narodnom hrvatskom stilu, spajajući elemente srednjovjekovne i nacionalne ornamentike. Glavni oltar izveli su braća Schiller u Beču 1889. godine.
Kurija župnoga dvora podignuta je krajem 19. stoljeća kao zidana katnica pravokutnoga tlocrta sa stubišnim istakom na stražnjoj strani. Zgrada škole je zidana prizemnica pravokutnoga tlocrta s istakom na zapadnoj dvorišnoj strani, sagrađena 1884. godine.
Crkva, kao dominantna prostorna markacija na vrhu brijega, i obližnje povijesne zgrade, kurija župnoga dvora i zgrada škole, smještene na blagoj padini, formiraju visokovrijedan ambijent graditeljske baštine i očuvanoga krajolika kojim dominiraju vinogradi, pašnjaci i oranice, definirajući prepoznatljivu vizuru i prostorni identitet naselja.

## Zaštita
Pod oznakom Z-7205 zavedena je kao nepokretno kulturno dobro - pojedinačno, pravna statusa zaštićena kulturnog dobra, klasificirano kao "kulturnopovijesna cjelina".